# Marion Welter
Marion Welter (1965) é uma cantora luxemburguesa.
Com 15 anos Welter fez parte do grupo musical Quo vadis. Estudou música numa academia de música. Trabalhou nas áreas da música clássica, pop e jazz. Selecionada internamente pela Compagnie Luxembourgeoise de Télédiffusion (CLT), ela representou juntamente com o grupo Kontinent o Luxemburgo no Festival Eurovisão da Canção 1992 em Malmö, cantando em luxemburguês a música Sou fräi (Tão livre), terminando o concurso em vigésimo primeiro lugar (10 pontos), entre 23 concorrentes.
1. ↑  «Marion Welter wird unsere Farben in Stockholm vertreten». Revue. 11 de março de 1992. Consultado em 9 de dezembro de 2024